# Anton Rozman
Anton Rozman, slovenski sindikalist in politik, * 13. junij 1960.
Med letoma 2002 in 2007 je bil član Državnega sveta Republike Slovenije, predstavnik delojemalcev.